# Hassan Hanini
Hassan Hanini (Bouznika, 21 ottobre 1958) è un ex calciatore marocchino, di ruolo attaccante.

## Carriera

### Club
Nel 1979, Hanini decide di trascorrere le vacanze estive in Francia: disputa un incontro amichevole tra il Tavaux e il Cuiseaux-Louhans e dopo aver segnato tre reti il Tavaux gli offre un incarico nella società. Per qualche stagione Hanini si ritrova a fare lavori part-time nel club, tra i quali, gestire anche il negozio di sport del suo allenatore. Le prestazioni della stagione 1982-1983, durante la quale sigla 18 reti in 23 giornate di campionato, vengono notate dal Bordeaux, che lo acquista. Viene spesso schierato nella squadra riserve dove mantiene una media di reti a partita pari a 1, realizzando in tre anni 57 marcature in altrettanti incontri di campionato. In Ligue 1 invece gioca solo 14 match siglando 2 reti. Nel 1985 ottiene la cittadinanza francese. Trasferitosi a Lens, gioca diversi incontri di Ligue 1, andando a segno in un'unica occasione. Termina la carriera nell'Ajaccio, tra le file del Gazélec, appendendo gli scarpini al chiodo a causa di problemi cardiaci.
Vanta 23 partite e 3 reti in Ligue 1 e 3 presenze con 1 rete nelle competizioni calcistiche europee.

## Palmarès

### Club

#### Competizioni nazionali
- Campionato francese: 1

Bordeaux: 1983-1984